# Pliomelaena stevensoni
Pliomelaena stevensoni är en tvåvingeart som beskrevs av Munro 1937. Pliomelaena stevensoni ingår i släktet Pliomelaena och familjen borrflugor. Inga underarter finns listade i Catalogue of Life.